# Hlohovice
Hlohovice (lidově Lohovice) jsou obec v okrese Rokycany v Plzeňském kraji. Nachází se čtyři kilometry severovýchodně od Radnic a 25 kilometrů severovýchodně od Plzně. Žije zde 365 obyvatel.

## Název
V roce 1869 nesla název Velké Lohovice t. Hlohovice, v letech 1880–1910 Velké Lohovice, od roku 1921 se nazývá Hlohovice.

## Historie
První písemná zmínka o Hlohovicích pochází z roku 1374, kdy se připomíná Dětřich Skupec (omylem písaře napsáno Skupeř) z Hlohovic (Theodricus dictus Skuperz de Hlohouicz).
V lese mezi Hlohovicemi a Mostištěm se dochovaly pozůstatky po těžbě černého uhlí. Nejblíže k Mostišti, v blízkosti tamního dolu Jindřich, se nacházel důl Marie Pomocná. Uhlí se v něm těžilo údajně od roku 1813 ze sloje o mocnosti 0,6 až jeden metr, uložené v hloubkách šest až dvacet metrů. Během první světové války byla těžba obnovena (v roce 1917 se vytěžilo asi 1 892 tun uhlí) a definitivně byl důl uzavřen roku 1938. Dalšími doly v oblasti byly Jiří (1830–1938), Prokop v majetku společnosti Kamenouhelné těžařstvo dolu Prokop (uzavřen roku 1914), Barbara Katarina (otevřen roku 1813), Na Hranicích (otevřen nejspíše pokusně roku 1925), Marta (1893–1912) a důl Unterschacht otevřený v roce 1813.

## Obyvatelstvo
| Rok            | 1869  | 1880  | 1890  | 1900  | 1910  | 1921  | 1930  | 1950 | 1961 | 1970 | 1980 | 1991 | 2001 | 2011 | 2021 |
| -------------- | ----- | ----- | ----- | ----- | ----- | ----- | ----- | ---- | ---- | ---- | ---- | ---- | ---- | ---- | ---- |
| Počet obyvatel | 1 364 | 1 265 | 1 193 | 1 158 | 1 111 | 1 105 | 1 040 | 704  | 605  | 507  | 437  | 366  | 327  | 314  | 296  |
| Počet domů     | 194   | 174   | 174   | 182   | 187   | 195   | 202   | 210  | 183  | 162  | 148  | 175  | 185  | 187  | 192  |

## Obecní správa

### Části obce
Obec Hlohovice sestává ze čtyř menších vesnic: vedle vlastních Hlohovic jsou jimi Hlohovičky, položené v údolí Vejvanovského potoka asi 2¼ km východně, Mostiště, nacházející se nad Chomelským potokem zhruba 1¾ km jihozápadně a Svinná, vzdálená také asi 1¾ km směrem k zsz.
- Hlohovice (k. ú. Hlohovice)
- Hlohovičky (k. ú. Hlohovičky)
- Mostiště (k. ú. Mostiště u Hlohovic)
- Svinná (k. ú Svinná u Hlohovic)

### Obecní symboly
Znak a vlajka byly obci uděleny rozhodnutím předsedy Poslanecké sněmovny Parlamentu České republiky dne 18. dubna 2014.

## Pamětihodnosti
- Kostel Nejsvětější Trojice, barokní z let 1727 až 1734 podle projektu Františka Ignáce Prée, dnes v majetku obce, která kostel postupně opravuje. Kostel je pravidelně využíván k vánoční koncertům.

## Rodáci
- Antonín Holý (1835–1926), houslař
- Josef Holý (1853–1931), varhaník, hudební skladatel[8]